# Lijst van gemeenten in het departement Nièvre

Gemeenten van Nièvre

Hieronder volgt een lijst van de 312 gemeenten (communes) in het Franse departement Nièvre (departement 58).

## A
Achun
- Alligny-Cosne
- Alligny-en-Morvan
- Alluy
- Amazy
- Anlezy
- Annay
- Anthien
- Arbourse
- Arleuf
- Armes
- Arquian
- Arthel
- Arzembouy
- Asnan
- Asnois
- Aunay-en-Bazois
- Authiou
- Avrée
- Avril-sur-Loire
- Azy-le-Vif

## B
Balleray
- Bazoches
- Bazolles
- Béard
- Beaulieu
- Beaumont-la-Ferrière
- Beaumont-Sardolles
- Beuvron
- Biches
- Billy-Chevannes
- Billy-sur-Oisy
- Bitry
- Blismes
- Bona
- Bouhy
- Brassy
- Breugnon
- Brèves
- Brinay
- Brinon-sur-Beuvron
- Bulcy
- Bussy-la-Pesle

## C
La Celle-sur-Loire
- La Celle-sur-Nièvre
- Cercy-la-Tour
- Cervon
- Cessy-les-Bois
- Chalaux
- Challement
- Challuy
- Champallement
- Champlemy
- Champlin
- Champvert
- Champvoux
- Chantenay-Saint-Imbert
- La Chapelle-Saint-André
- La Charité-sur-Loire
- Charrin
- Chasnay
- Château-Chinon (Ville)
- Château-Chinon (Campagne)
- Châteauneuf-Val-de-Bargis
- Châtillon-en-Bazois
- Châtin
- Chaulgnes
- Chaumard
- Chaumot
- Chazeuil
- Chevannes-Changy
- Chevenon
- Chevroches
- Chiddes
- Chitry-les-Mines
- Chougny
- Ciez
- Cizely
- Clamecy
- La Collancelle
- Colméry
- Corancy
- Corbigny
- Corvol-d'Embernard
- Corvol-l'Orgueilleux
- Cosne-Cours-sur-Loire
- Cossaye
- Coulanges-lès-Nevers
- Couloutre
- Courcelles
- Crux-la-Ville
- Cuncy-lès-Varzy

## D
Dampierre-sous-Bouhy
- Decize
- Devay
- Diennes-Aubigny
- Dirol
- Dommartin
- Dompierre-sur-Héry
- Dompierre-sur-Nièvre
- Donzy
- Dornecy
- Dornes
- Druy-Parigny
- Dun-les-Places
- Dun-sur-Grandry

## E
Empury
- Entrains-sur-Nohain
- Epiry

## F
Fâchin
- La Fermeté
- Fertrève
- Fléty
- Fleury-sur-Loire
- Flez-Cuzy
- Fourchambault
- Fours
- Frasnay-Reugny

## G
Gâcogne
- Garchizy
- Garchy
- Germenay
- Germigny-sur-Loire
- Gien-sur-Cure
- Gimouille
- Giry
- Glux-en-Glenne
- Gouloux
- Grenois
- Guérigny
- Guipy

## H
Héry

## I
Imphy
- Isenay

## J
Jailly

## L
Lamenay-sur-Loire
- Langeron
- Lanty
- Larochemillay
- Lavault-de-Frétoy
- Limanton
- Limon
- Livry
- Lormes
- Lucenay-lès-Aix
- Lurcy-le-Bourg
- Luthenay-Uxeloup
- Luzy
- Lys

## M
La Machine
- Magny-Cours
- Magny-Lormes
- La Maison-Dieu
- La Marche
- Marcy
- Marigny-l'Église
- Mars-sur-Allier
- Marigny-sur-Yonne
- Marzy
- Maux
- Menestreau
- Menou
- Mesves-sur-Loire
- Metz-le-Comte
- Mhère
- Michaugues
- Millay
- Moissy-Moulinot
- Monceaux-le-Comte
- Montapas
- Montambert
- Montaron
- Montenoison
- Mont-et-Marré
- Montigny-aux-Amognes
- Montigny-en-Morvan
- Montigny-sur-Canne
- Montreuillon
- Montsauche-les-Settons
- Moraches
- Moulins-Engilbert
- Mouron-sur-Yonne
- Moussy
- Moux-en-Morvan
- Murlin
- Myennes

## N
Nannay
- Narcy
- Neuffontaines
- Neuilly
- Neuville-lès-Decize
- Neuvy-sur-Loire
- Nevers
- La Nocle-Maulaix
- Nolay
- Nuars

## O
Oisy
- Onlay
- Ouagne
- Oudan
- Ougny
- Oulon
- Ourouër
- Ouroux-en-Morvan

## P
Parigny-la-Rose
- Parigny-les-Vaux
- Pazy
- Perroy
- Planchez
- Poil
- Poiseux
- Pougny
- Pougues-les-Eaux
- Pouilly-sur-Loire
- Pouques-Lormes
- Pousseaux
- Prémery
- Préporché

## R
Raveau
- Rémilly
- Rix
- Rouy
- Ruages

## S
Saincaize-Meauce
- Saint-Agnan
- Saint-Amand-en-Puisaye
- Saint-Andelain
- Saint-André-en-Morvan
- Saint-Aubin-des-Chaumes
- Saint-Aubin-les-Forges
- Saint-Benin-d'Azy
- Saint-Benin-des-Bois
- Saint-Bonnot
- Saint-Brisson
- Sainte-Colombe-des-Bois
- Saint-Didier
- Saint-Éloi
- Saint-Firmin
- Saint-Franchy
- Saint-Germain-Chassenay
- Saint-Germain-des-Bois
- Saint-Gratien-Savigny
- Saint-Hilaire-en-Morvan
- Saint-Hilaire-Fontaine
- Saint-Honoré-les-Bains
- Saint-Jean-aux-Amognes
- Saint-Laurent-l'Abbaye
- Saint-Léger-de-Fougeret
- Saint-Léger-des-Vignes
- Saint-Loup
- Saint-Malo-en-Donziois
- Sainte-Marie (Nièvre)
- Saint-Martin-d'Heuille
- Saint-Martin-du-Puy
- Saint-Martin-sur-Nohain
- Saint-Maurice
- Saint-Ouen-sur-Loire
- Saint-Parize-en-Viry
- Saint-Parize-le-Châtel
- Saint-Père
- Saint-Péreuse
- Saint-Pierre-du-Mont
- Saint-Pierre-le-Moûtier
- Saint-Quentin-sur-Nohain
- Saint-Révérien
- Saint-Saulge
- Saint-Seine
- Saint-Sulpice
- Saint-Vérain
- Saizy
- Sardy-lès-Épiry
- Sauvigny-les-Bois
- Savigny-Poil-Fol
- Saxi-Bourdon
- Sémelay
- Sermages
- Sermoise-sur-Loire
- Sichamps
- Sougy-sur-Loire
- Suilly-la-Tour
- Surgy

## T
Taconnay
- Talon
- Tamnay-en-Bazois
- Tannay
- Tazilly
- Teigny
- Ternant
- Thaix
- Thianges
- Tintury
- Toury-Lurcy
- Toury-sur-Jour
- Tracy-sur-Loire
- Tresnay
- Trois-Vèvres
- Tronsanges
- Trucy-l'Orgueilleux

## U
Urzy

## V
Vandenesse
- Varennes-lès-Narcy
- Varennes-Vauzelles
- Varzy
- Vauclaix
- Verneuil
- Vielmanay
- Vignol
- Villapourçon
- Villiers-le-Sec
- Ville-Langy
- Villiers-sur-Yonne
- Vitry-Laché